# Cophixalus kaindiensis
Espèce
Statut de conservation UICN

 DD  : Données insuffisantes
Cophixalus kaindiensis est une espèce d'amphibiens de la famille des Microhylidae.

## Répartition
Cette espèce est endémique de la province de Morobe en Papouasie-Nouvelle-Guinée. Son aire de répartition concerne uniquement les monts Kaindi et Missim, dans la région de Wau. Elle est présente entre 1 600 et 2 300 m d'altitude.

## Description
Cophixalus kaindiensis mesure jusqu'à 28 mm. Son dos est brun. Son ventre est gris clair avec des taches gris foncé.

## Étymologie
Son nom d'espèce, composé de kaindi et du suffixe latin -ensis, « qui vit dans, qui habite », lui a été donné en référence au lieu de sa découverte, le mont Kaindi.

## Publication originale
- Zweifel, 1979 : A new cryptic species of microhylid frog (Genus Cophixalus) from Papua New Guinea, with notes on related forms. American Museum Novitates, no 2678, p. 1-14 (texte intégral).